# Ilias Anastasakos
Ilias Anastasakos, född 3 mars 1978 i Sparta, är en grekisk fotbollsspelare som spelar som anfallare i AEL 1964 i den grekiska Fotbollsligan.

## Karriär
Anastasakos har tidigare spelat för PAE Asteras Tripolis, GS Apollon Smyrnis, PS Kalamata, AEK Aten och Thrasivoulos Filis. Han kom till PAOK år 2008. Han var skyttekung i Beta Ethniki, den grekiska andradivisionen, innan PAOK värvade honom från Thrasivoulos Filis.